# Józef Lewkiewicz
Józef Lewkiewicz (ur. 9 kwietnia 1899 w Brzesku, poległ 16 września 1920 pod Dytiatynem) – podoficer Wojska Polskiego w II Rzeczypospolitej, kawaler Orderu Virtuti Militari.

## Życiorys
Urodził się w rodzinie Eustachego i Marii z domu Flak.
Ukończył szkołę ludową i szkołę przemysłową. Od kwietnia 1915 roku w Legionach Polskich, w których walczył na froncie rosyjskim, gdzie został ranny. Następnie pełnił służbę w warsztatach I Brygady. Po kryzysie przysięgowym (lipiec 1917 roku) w randze plutonowego służył w Dowództwie Taborów Polskiego Korpusu Posiłkowego. Po nieudanej próbie przejścia frontu pod Rarańczą został internowany w Szeklence, wcielony do armii austro-węgierskiej i skierowany na front włoski. Po upadku armii cesarskiej powrócił do Brzeska i przystąpił do organizowania oddziałów młodzieży gimnazjalnej do obrony Kresów Wschodnich. W listopadzie 1918 roku wstąpił jako ochotnik do odrodzonego Wojska Polskiego, od kwietnia 1919 r. przydzielony był do 3 kompanii zapasowej 16 pułku piechoty z Tarnowa. Uczestniczył w odsieczy Lwowa i walkach z Ukraińcami. Następnie bił się z bolszewikami podczas wojny polsko-radzieckiej. W szeregach 4 baterii 2 dywizjonu 1 pułku artylerii górskiej wziął, w dniu 16 września 1920 roku,  udział w bitwie pod Dytiatynem .  
Podczas tej bitwy jego bateria uległa niemal całkowitej zagładzie po stawieniu sześciogodzinnego oporu przeważającym siłom bolszewików (w dowód uznania swego męstwa i poświęcenia 4 bateria 1 pag została później nazwana „baterią śmierci”). Ofiara polskich żołnierzy pozwoliła zatrzymać na cały dzień marsz dwóch brygad radzieckich. Starszy ogniomistrz Józef Lewkiewicz pozostał na swym stanowisku do końca i poległ śmiercią bohatera, za co odznaczony został Krzyżem Srebrnym Orderu Virtuti Militari. Nadanie to zostało następnie potwierdzone dekretem Wodza Naczelnego marszałka Józefa Piłsudskiego L.14135 z 18 sierpnia 1922 roku (opublikowanym w Dzienniku Personalnym Ministerstwa Spraw Wojskowych Nr 41 z dnia 27 października 1922 roku). 
Józef Lewkiewicz nie zdążył założyć rodziny. 

## Ordery i odznaczenia
- Krzyż Srebrny Orderu Virtuti Militari (nr 5570)[3]
- Krzyż Walecznych